# Турецкий, Борис Захарович
Бори́с Заха́рович Туре́цкий (30 августа 1928, Воронеж — 1 ноября 1997, Москва) — российский художник.

## Биография
Родился 30 августа 1928 года в Воронеже. В 1934 году Б. Турецкий занял второе место на Всесоюзном конкурсе детского рисунка «Спасение челюскинцев». В 1946 году поступил в Пензенское художественное училище им. К. Савицкого. В 1947 году переехал в Москву и перевёлся в Московское областное художественное училище на театральный факультет (преподаватели М. Перуцкий, М. Хазанов). В 1948 году познакомился с В. Вейсбергом. С 1953 по 1959 год учился на заочном отделении Московского полиграфического института.
В конце 1970-х годов прервал работу в искусстве.
В 1986 году прошёл творческий вечер Б. Турецкого в выставочном зале «На Каширке». С 1989 года активно занимался беспредметной графикой и бумажными объектами.
Умер 1 ноября 1997 года в Москве.

## Работы находятся в собраниях
- Государственная Третьяковская галерея, Москва.
- Государственный Русский музей, Санкт-Петербург.
- Государственный музей изобразительных искусств имени А. С. Пушкина, Москва.
- Государственный Центр современного искусства, Москва.
- Музей АРТ4, Москва.
- Новый музей, Санкт-Петербург.
- Кемеровский областной музей изобразительных искусств, Кемерово.
- Курская областная картинная галерея им. А.А. Дейнеки, Курск.
- Орловский областной музей изобразительных искусств, Орёл.
- Сахалинский областной художественный музей, Южно-Сахалинск.
- Музей Джейн Вурхис Зиммерли, коллекция Нортона и Нэнси Додж, Рутгерский университет, Нью-Брансуик, Нью-Джерси, США.
- Коллекция Евгения Нутовича, Москва.
- Коллекция фирмы «Прома», Москва.
- Собрание Игоря Маркина, Москва

## Персональные выставки
- 2016 — «Борис Турецкий». Музей АРТ4, Москва
- 2005 — «Борис Турецкий». Муниципальная художественная галерея, Кострома.
- 2004 — «Борис Турецкий». Галерея мастеров, Москва.
- 2004 — «Борис Турецкий». Муниципальная художественная галерея, Кострома.
- 2003 — «Борис Турецкий». Государственная Третьяковская галерея, Москва.
- 1996 - Борис Турецкий. Графика. Галерея Ольги Хлебниковой. Центральный дом художника, Москва.
- 1993 — «Предшественники русского поп-арта» (совм. с М. Рогинским и М. Чернышовым). Центральный дом художника, Москва.
- 1988 — «Борис Турецкий». Выставочный зал Института атомной энергии им. Курчатова, Троицк.
- 1959 — «Борис Турецкий». Квартира композитора А. Волконского, Москва.